# Intermolekylær kraft
 For alternative betydninger, se Kraft (flertydig).
Intermolekylær betyder "mellem molekyler", og betegner tiltrækning, kræfter og reaktioner mellem to eller flere molekyler.
Intermolekylær tiltrækning: Tiltrækning mellem to eller flere molekyler.
Intermolekylære kræfter: Kræfter, hvormed to eller flere molekyler påvirker hinanden. 
En intermolekylær reaktion: Reaktion mellem to forskellige molekyler i modsætning til en intramolekylær reaktion, hvor én del af et molekyle reagerer med en anden del af det samme molekyle.